# Электрический пробой
Электрический пробой — явление резкого возрастания тока в твёрдом, жидком или газообразном диэлектрике (например в атмосферном воздухе) или полупроводнике, возникающее при приложении напряжения свыше критического (называемого напряжением пробоя).

## Физическая суть
Пробой может происходить в течение очень короткого времени (до 10−8 с) или установиться на длительное время (пример: дуговой разряд в газообразной среде).
В твёрдых телах различают три механизма электрического пробоя:
1. Внутренний пробой, связанный с тем, что носитель заряда на длине свободного пробега приобретает энергию, достаточную для ионизации молекул кристаллической решётки. В результате увеличивается концентрация носителей заряда. При этом лавинообразно создаются свободные носители заряда (увеличивается концентрация электронов), которые вносят основной вклад в общий ток. У полупроводников и диэлектриков существует разновидность частичного пробоя.
2. Тепловой пробой, возникающий при разогреве кристаллической решётки диэлектрика или полупроводника[1]. При увеличении температуры электронам становится легче ионизировать другие атомы решётки, поэтому пробивное напряжение уменьшается. Разогрев может происходить как в результате притока тепла извне, так и вследствие протекания переменного тока внутри диэлектрика.
3. Разрядный пробой, связанный с ионизацией адсорбированных газов в пористых материалах, таких как слюда или пористая керамика. Находящиеся в порах газы ионизируются быстрее, чем пробивается твёрдое вещество. Возникающие при этом газовые разряды разрушают поверхность пор.

## Побочные эффекты и применение
Пробой может быть как полезен, так и вреден. К примеру, пробой изолятора на электроэнергетической линии высокого напряжения есть опасная аварийная ситуация.
Но вот отсутствие пробоя на свече зажигания в бензиновом двигателе внутреннего сгорания не позволяет работать двигателю, приводя к т.н. «троению» — в одном из цилиндров топливно-воздушная смесь не воспламеняется.